# 大野聖吾
大野 聖吾（おおの せいご、1958年5月28日 - ）は、日本のサッカー指導者。元岐阜工業高等学校サッカー部監督。アルビレックス新潟の成岡翔は甥。

## 来歴
静岡県藤枝市出身。藤枝東高校3年時に静岡県選抜に選出され国体で優勝。高校卒業後に筑波大学へ進学すると大学選手権優勝2回（1979年、1980年）、関東大学リーグ優勝1回（1980年）に貢献。4年時の1980年には全日本学生選抜に選出されマラハリムカップに出場した。
卒業後は日本サッカーリーグの数チームからの誘いを固辞して教員の道を選び、岐阜藍川高校、岐阜工業高校、大垣北高校、大垣工業高校のサッカー部監督を歴任。
岐阜工業高校時代の1998年の高校総体では準優勝。2001年の第80回全国高等学校サッカー選手権大会では四日市中央工業高校や前橋育英高校などに勝利して決勝に進出し、決勝で国見高校に敗れたものの準優勝を果たした。岐阜県の上級指導者に認定されている。
2001年には日本高校サッカー選抜のコーチ、2014年には監督を務めた。
2019年4月、風間八宏が監修するサッカースクール「トラウムトレーニング」のクラブディレクターに就任した